# Tanyproctus opacipennis
Tanyproctus opacipennis är en skalbaggsart som beskrevs av Rudolph Petrovitz 1968. Tanyproctus opacipennis ingår i släktet Tanyproctus och familjen Melolonthidae. Inga underarter finns listade i Catalogue of Life.